# Chandrabose
Kanukuntla Subhash Chandrabose é um letrista e cantor de playback indiano, conhecido por seus trabalhos no cinema de Tollywood. Ele estreou como letrista com o filme Taj Mahal (1995). Em uma carreira de mais de 25 anos, escreveu letras para cerca de 3 600 canções em mais de 850 filmes. Seu trabalho mais conhecido é a canção "Naatu Naatu", para o filme RRR (2022), pela qual venceu o Globo de Ouro e o Oscar.

## Biografia
Chandrabose é da aldeia de Challagariga do distrito de Warangal em Telanganá, onde concluiu o ensino médio. Ele é o caçula de quatro irmãos, e seu pai trabalhava como professor de escola primária. Ele se formou em Engenharia Elétrica e Eletrônica pela Universidade Tecnológica Jawaharlal Nehru. No início de sua carreira, ele tentou trabalhar como cantor em Doordarshan, sem sucesso. Ele então decidiu mudar para trabalhar como letrista.
Ele entrou na indústria cinematográfica com o filme Taj Mahal, de Muppalaneni Shiva. A diretora musical M. M. Srilekha o ajudou com sua primeira música para o cinema, "Manchu Kondalloni Chandramaa" em 1995.
Chandrabose casou-se com Suchitra, coreógrafa que também trabalha na indústria cinematográfica.